# Líceum (évkönyv)
Líceum – a gyergyószentmiklósi Salamon Ernő Középiskola évkönyve (1978-1980). Garda Dezső tanár és tanítványai szerkesztették. Az írások átfogták az iskola és a város mindennapi életét, a diákok gondjait és elképzeléseit. Gyergyó természeti szépségei Baricz Mária, Crișan Hunor Flaviu és Farkas Zoltán írásaiban elevenedtek meg. Lukács Mónika a 16-17. századi Gyergyó gazdasági-társadalmi életét mutatta be tanulmányában. Egyéb anyagai: Árus Zsolt diákhumora, Szabó Edit versei, Árus Gyöngyvér, Baricz Mária és Miklós Éva riportjai.